# Brachychthonius parahirtus
Brachychthonius parahirtus är en kvalsterart som beskrevs av Subías och Gil-Martín 1991. Brachychthonius parahirtus ingår i släktet Brachychthonius och familjen Brachychthoniidae. Inga underarter finns listade.